# Cudowne dziecko (film 1986)
Cudowne dziecko – polsko-kanadyjski film przygodowy dla młodzieży z 1986 roku, nakręcony w Polsce, w kooperacji z kanadyjską wytwórnią filmową Les Productions "La Fête" Inc. Piosenki do ścieżki dźwiękowej zaśpiewał po polsku i po angielsku Krzysztof Antkowiak.

## Fabuła
Dwunastoletni Piotr od zawsze fascynował się niezwykłymi zdolnościami iluzjonistów. Pewnego dnia odkrywa u siebie zdolności psychokinetyczne. Po wywołaniu serii wybuchów i eksplozji, jego zdolności wychodzą na jaw. Zostaje odizolowany w ośrodku medycznym i poddany niekończącym się badaniom. Nie mogąc znieść izolacji od świata i przyjaciół, ucieka ze szpitala i dzięki wsparciu nowo poznanego przyjaciela – genialnego, młodego  wiolonczelisty, Aleksandra, stara się zapanować nad swoimi mocami. Tymczasem w mieście zdarza się groźny wypadek – wojskowy helikopter transportujący nowoczesną broń (bomba M) gubi swój ładunek. Pojemnik z niezwykle wybuchową substancją spada na miejską fabrykę chemiczną. Z uszkodzonego zbiornika wycieka kropla substancji, która powoduje olbrzymie zniszczenia. Każde poruszenie zbiornika grozi gigantyczną eksplozją, której wynikiem będzie zniszczenie całego miasta. Inspektor Policji, który zna zdolności Piotra i widzi w nich szansę na uratowanie miasta, odnajduje Piotra, który zgadza się pomóc. Piotr, wykorzystując swoje umiejętności, bezpiecznie neutralizuje zagrożenie, stając się miejscowym bohaterem.

## Plenery
Film kręcono w plenerach Łodzi (m.in. w Parku Poniatowskiego, Akademii Sztuk Pięknych, budynku kina „Wisła”, domu handlowym „Juventus”).

## Obsada
- Rusty Jedwab(inne języki) – jako Piotr Meller (polski dubbing: Przemysław Wąsowicz)
- Eduard Garson – jako Aleksander (polski dubbing: Marcin Wieczorkiewicz)
- Daria Trafankowska – jako mama Piotra
- Mariusz Benoit – jako tata Piotra
- Władysław Kowalski – jako inspektor policji
- Natasza Maraszek – jako Małgosia, koleżanka Piotra
- Tomasz Klimasiewicz – jako Michał, kolega Piotra
- Jan Machulski – jako pułkownik
- Maria Robaszkiewicz – jako matka Jacka
- Maciej Szary – jako ojciec Jacka
- Danuta Kowalska – jako matka Małgosi
- Grażyna Szapołowska – jako matka Michała
- Andrzej Szczepkowski – jako dyrektor szkoły
- Andrzej Blumenfeld – jako nauczyciel Piotra
- Wojciech Asiński – jako kierowca autobusu
- Ewa Biała – jako pielęgniarka
- Zbigniew Bielski – jako barman
- Jan Hencz – jako profesor badający Piotra
- Piotr Krukowski – jako lekarz badający Piotra
- Wojciech Mann – jako dyrektor filharmonii
- Zdzisław Szostak – jako dyrygent w filharmonii
- Zbigniew Suszyński – jako widz w filharmonii
- Bogusława Pawelec – jako dziennikarka
- Piotr Polk – jako pielęgniarz
- Michał Szewczyk – jako policjant

## Nagrody[2]
- 1987 Cinekid – Cinekid Film Award dla Waldemara Dzikiego
- 1987 Festiwal Polskich Filmów Fabularnych – za najlepszą scenografię
- 1987 Festiwal Polskich Filmów Fabularnych – Srebrne Lwy Gdańskie dla Waldemara Dzikiego